# Andreas Görlitz
Andreas Görlitz (Weilheim in Oberbayern, 1982. január 31. –) német labdarúgó, hátvéd. Az San Jose Earthquakesban játszik.

## Karrier

### TSV 1860 München
Bundesliga karrierjét középpályásként kezdte az 1860 München csapatában. A 2003–04-es szezonban lett védő.

### Bayern München
2004-ben igazolt a Bayern München csapatába. 2004. november 3-án megsérült a Juventus ellen a Bajnokok ligájában. 2007. február 11-én térhetett vissza a Bundesligába.

### Karlsruher SC
2007 nyarán csatlakozott az újonc Karslsruherba kölcsönben.

### Bayern München
2009. július 1-jén visszatért a Bayern München csapatába.

### FC Ingolstadt
2010. augusztus 5-én igazolt a Bayern München csapatából a FC Ingolstadt-ba.

## Érdekesség
Görlitz gitáros a Room 77 nevű bandában, ezért játszott a Karslsruherben 77-es mezben. Amikor visszatért a Bayern München csapatába, eleinte ott is a 77-es mezt választotta, de végül úgy döntött, hogy a híres 13-as mezben fog játszani amit előtte többek között Michael Ballack és Paulo Sérgio is viselt.